# Michele Canini
Michele Canini (sinh ngày 5 tháng 6 năm 1985) là một cầu thủ bóng đá người Ý chơi ở vị trí hậu vệ cho FeralpiSalò.

## Thống kê câu lạc bộ

### J.League
| Đội       | Năm       | J.League | J.League | J.League Cup | J.League Cup | Tổng cộng | Tổng cộng |
| Đội       | Năm       | Trận     | Bàn      | Trận         | Bàn          | Trận      | Bàn       |
| --------- | --------- | -------- | -------- | ------------ | ------------ | --------- | --------- |
| FC Tokyo  | 2014      | 3        | 0        | 0            | 0            | 3         | 0         |
| FC Tokyo  | 2015      | 7        | 0        | 1            | 0            | 8         | 0         |
| Tổng cộng | Tổng cộng | 10       | 0        | 1            | 0            | 11        | 0         |